# Distrito de Cielopunco
El distrito de Cielopunco es uno de los dieciocho que conforman la provincia de La Convención, ubicada en el departamento del Cuzco en el Sur del Perú. 
Desde el punto de vista jerárquico de la Iglesia católica forma parte de la Vicariato apostólico de Puerto Maldonado

## Historia
Fue creado mediante Ley N.º 31162 del 9 de diciembre de 2020 durante el gobierno del presidente Francisco Sagasti.

## Geografía
Su capital es el poblado de Chirumpiari situado a los 661 m s. n. m.

## Autoridades

### Municipales
- 2023-2027
  - Alcalde: .
  - Regidores:
- 2023-2027

## Festividades
- 9 de diciembre aniversario de la creación política del distrito de Cielopunco.